# 天德 (林万青)
天德（1853年十月）为中国清朝时期福建天地會分支紅錢會领袖林万青的年号，前后共計1年。起義布告署曰「天德叁年癸丑拾月廿四日」。

## 西元紀年對照表
| 天德 | 叁年癸丑 |
| ---- | -------- |
| 公元 | 1853年   |
| 干支 | 癸丑     |

## 同期存在的其他政权年号
- 中國
  - 咸丰（1851年－1861年）：清朝—清文宗奕詝之年号
  - 太平天国（1851年－1864年）：太平天国—洪秀全、洪天贵福之年号
  - 天德（1853年）：清朝时期—黄德美之年号
  - 天德（1853年）：清朝時期—林恭之年號
  - 天運（1853年）：清朝時期—刘丽川之年號
- 越南
  - 嗣德（1848年－1883年）:越南阮朝—阮翼宗阮福时之年号
- 日本
  - 嘉永（1848年－1854年）：孝明天皇之年號

## 參看
- 中國年號索引
- 其他时期使用的天德年号

## 深入閱讀
- 李崇智. . 中華書局. 2001-01. ISBN 9787101025125.
- 羅爾綱. . 中華書局. 1991-09. ISBN 9787101003932.